# Pa.400 (航空機)
ペイヤン・三菱 Pa.400（Payen-Mitsubishi Pa.400）は、フランスのペイヤン社と日本の三菱重工業が大日本帝国海軍向けに共同で計画した戦闘爆撃機。

## 概要
1938年（昭和13年）、ペイヤン社を率いるニコラス・ロラン・ペイヤンが設計するデルタ翼機に興味を示した三菱は、彼に対して手紙でコンタクトを取り、その結果としてペイヤンと日本海軍の関係者との間で会議が持たれた。会議の席で日本海軍側からペイヤンに対して艦上軽爆撃機の設計が依頼され、ペイヤンはこれを受諾。三菱との技術提携によってPa.400が共同開発されることになった。なお、機種については小型戦闘機、戦闘爆撃機とする資料もある。
日本海軍が要求した性能は、航続距離が800 km、発艦時の滑走距離が80 m、800 kgの魚雷または爆弾を搭載可能というものだった。これに従い、ペイヤンによって設計されたPa.400は、直線翼・低翼配置の主翼とデルタ翼の巨大な水平尾翼を組み合わせた翼平面形や、2基の星型エンジンを串形に結合させて二重反転プロペラを駆動させる方式を採用しており、ペイヤンの設計の特徴がよく現れたものとなっている。一方で、主翼とデルタ翼が逆スタッガー翼をなす形の翼配置は、過去にペイヤンが設計した同種の機体には見られない新機軸だった。武装は、魚雷または爆弾に加えてプロペラ軸内に機関砲1門、デルタ翼に機関銃4門、尾部に機関銃1門を装備する計画だった。
日本側は日本国内で開発を進められるよう、Pa.400の技術情報の提供をペイヤンに対して求め、1938年9月28日にはペイヤンの働きかけで、フランス側の航空大臣が情報の引き渡しを認可している。しかし、ペイヤンは第二次世界大戦へと向かう情勢に影響されて技術情報を日本に送らず、日本側でもPa.400に対する関心が薄れていたため、検討段階から進行しないまま開発は中止された。

## 諸元（計画値）
出典：『JAPANESE SECRET PROJECTS』 103頁。
- 全長：10.0 m
- 全幅：6.58 m
- 全高：2.68 m
- 翼面積：25.0 m2
- 空虚重量：2,179 kg
- 最大離陸重量：5,860 kg
- エンジン：ノーム・エ・ローヌ 14M4/5（英語版） 空冷星型14気筒（最大680 hp） × 2
- 最大速度：570 km/h
- 上昇限度：4,950 m
- 航続時間：12 - 14時間
- 武装：
  - 機関砲 × 1
  - 機関銃 × 5
  - 爆弾または魚雷800 kg
- 乗員：1名[3]あるいは2名[5]